# Granmax
I Granmax furono un gruppo hard rock degli anni settanta, formato a Kansas City, Missouri nel 1975. I Granmax vengono spesso annoverati tra gli anticipatori dello stile heavy metal statunitense degli anni ottanta.

## Storia

### 1976-1979: I Granmax
I Granmax nacquero dai fratelli Tim e Louis McCorkle (basso e batteria) e da Steve Myers (chitarra), che erano già attivi dalla fine degli anni sessanta nel Midwest sotto il nome di Stonehenge. Nel 1976 la band pubblicò l'album A Ninth Alive su Pacific Records, seguito dal singolo Take You Away / Let Me Know (Pacific Records, 1976). L'album vedeva la produzione di Chris Fritz e conteneva buoni brani di "hard rock old fashioned" in una confezione d'effetto con vinile bianco, ma era fortemente penalizzato dalla bassa qualità dell'incisione che gli costò giudizi negativi da parte della critica specializzata. Nel tour che seguì il disco, la band indossava costumi bianchi con il proprio logo stampato in nero, il tutto presentato con luci dominate da sistemi a laser che li facevano sembrare sospesi in aria.
Nel 1978, dopo esser passati alla Panama Records i Granmax incisero Kiss Heaven Goodbye, un album in cui prese più presenza la sezione ritmica che dava molta più potenza ai brani, spingendo suono e stile in una direzione che anticipò l'heavy metal statunitense degli anni '80. Caratteristica della band era la voce del cantante Nick Cristopher, in un album che riscosse i consensi della critica specializzata.
La band si sciolse in seguito alla chiusura della Panama Records.

### I Granmax dopo i Granmax
Nel 1988 il loro brano Inner City venne ripresa dalla radio statunitense KNAC, ed inserita nella raccolta dal titolo KNAC Presents: Son of Pure Rock. In questo periodo l'unico sopravvissuto della formazione degli anni settanta era il chitarrista Steve Myers.
Nel 2008 la South Side Records ha ristampato i due album dei Granmax raccogliendoli in un unico CD.

## Formazione originale[1][7]
- Nick Cristopher - voce
- Steve Myers - chitarra
- Tim McCorkle - basso
- Louis McCorkle - batteria

## Discografia

### Album
- 1976 - A Ninth Alive
- 1978 - Kiss Heaven Goodbye

### Singoli ed EP
- 1976 - Take You Away / Let Me Know

### Raccolte
- 2008 - A Ninth Alive & Kiss Heaven Goodbye

### Compilazioni
- 1988 - KNAC Pure Rock 105.5 - Son Of Pure Rock (con il brano "Inner City")